# ساحل الذهب الدنماركي

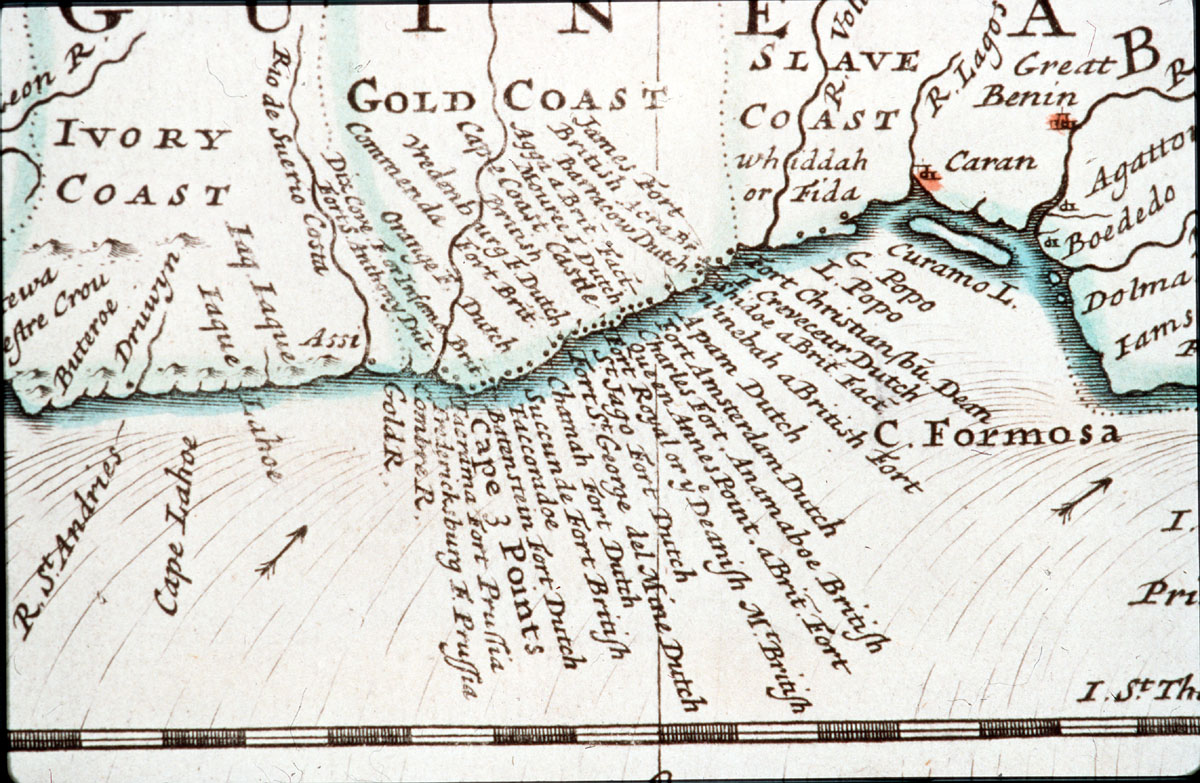
خريطة بحرية لساحل الذهب ، حيث يتم عرض جميع العدادات الأوروبية (حوالي عام 1700).

ساحل الذهب الدنماركي - (بالدنماركية) Danske Guldkyst أو Dansk Guinea - هو الاسم الذي يطلق على المواقع والعدادات الدنماركية في ساحل الذهب ، غرب إفريقيا ، في المنطقة الجنوبية الشرقية الحالية من غانا.
بعد فترة من انتهاء اتحاد الدنمارك -النرويج ، تم بيع الأراضي إلى البريطانيون في عام 1850.

## التاريخ
في عام 1659 ، أبحرت السفن الدنماركية في خليج غينيا وأسست حصن فريدريكسبورج وفورت كونغ بموافقة «داي دي فيتو».
في 20 أبريل 1660 ، استولوا على حصنين سويديين أطلقوا عليهما اسم حصن كريستيانسبورج وكارلسبورج ، والتي كانت تدار من قبل شركة أفريقيا السويدية منذ عام 1650. استولى البريطانيون على كارلسبورج عام 1664 وفريدريكسبورج عام 1685 ، مقابل تعويض.
تأسست شركة الهند الغربية الدنماركية عام 1671.
استغرق الدنماركيون عدة عقود ليستقروا بشكل دائم على هذا الساحل. في عام 1734 تم تأسيس حصن أولد نينغو و فريدريكسبورغ الحالي حصن كيتا و حصن أدا . ثم في عام 1784 ، تم إنشاء . و أخيرًا ، في عام 1787 ، تم تأسيس حصن تيشي .
تم بيع كل هذه العدادات إلى الإمبراطورية البريطانية في عام 1850 .

## انظر
- ساحل الذهب (توضيح)
- الإمبراطورية الدنماركية الاستعمارية